# Jean-Willy Ngoma
Pour les articles homonymes, voir Ngoma.
 (septembre 2022).
 (mai 2023).
L'article doit être relu — et modifié si nécessaire — par des contributeurs indépendants pour apporter un regard critique aux contributions effectuées en violation des conditions d'utilisation de Wikipédia, tant sur la forme (notamment concernant le style encyclopédique, la proportionnalité) que sur le fond (la neutralité de point de vue, la qualité et l'indépendance des sources).
Jean-Willy Ngoma, né le 29 avril 1990 à Kinshasa (République Démocratique du Congo) est un homme d'affaires belgo-congolais. Fondateur de la société JW Consulting, il réside actuellement[Quand ?] à Monaco.

## Biographie
Jean-Willy Ngoma naît le 29 avril 1990 à Kinshasa. Sa famille quitte la République Démocratique du Congo alors qu'il n'a que 7 ans, et s'installe à Bruxelles (Belgique). À l'âge de 10 ans, Ngoma s'inscrit au club de football de Boitsfort. Passé par les équipes de jeunes de Diegem et du RSC Anderlecht, il ne deviendra jamais footballeur professionnel.
En 2020, Jean-Willy Ngoma est nommé directeur du recrutement au CS Pandurii Targu Jiu, club évoluant alors en D2 roumaine,. Il y amènera notamment Martin Remacle, Emmanuel Okeke, Joseph Oluwabusola ou encore Steven-Rick Ruben Goma,. Ngoma déclare être très inspiré par le travail de Dimitri De Condé, directeur sportif du Racing Genk.

### Carrière d'agent
Jean-Willy Ngoma gèrera par la suite les intérêts de Jackson Muleka, international congolais, au Standard de Liège, lors de son prêt à Kasimpasa au Besiktas,. En 2022, Ngoma fonde sa société JW Consulting.
Durant l'été 2023, Jean-Willy Ngoma développe cette activité d'agent en Europe en bouclant l'arrivée du joueur belge Stanis Idumbo Muzambo dans le club espagnol du FC Séville, pour un montant de transfert de 400 000 €.
Il finalise également l’arrivée de l’international du Congo Brazzaville Massanga Matondo à Hatayspor, en Turquie. Matondo devient pour l'occasion le transfert entrant record du club avec une valeur de 600 000 €.
Sa carrière connaît un tournant avec le transfert, durant le mercato estival 2024, de l'international marocain Azzedine Ounahi. Le joueur de l'Olympique de Marseille est prêté au Panathinaïkos pour la saison 2024-2025 avec une option d'achat fixée à 11,5 millions d'euros .
Jean-Willy Ngoma participera également au départ de l'international espoir français, Colin Dagba, pour le Beerschot. Dagba a pour l'occasion résilié son contrat avec le PSG afin de s'engager librement au sein du club belge de Jupiler Pro League.

### Collaboration avec Aliko Dangote
En 2023, Jean-Willy Ngoma rejoint officiellement le cercle de conseillers de l'homme d'affaires nigérian Aliko Dangote, considéré par Forbes comme la première fortune africaine. Les deux hommes se sont rencontrés en 2020 dans le cadre des négociations du rachat potentiel du Arsenal Football Club par Aliko Dangote.
Ngoma est alors chargé de la mise en place d'un projet sportif en vue d'un rachat de club sportif en Europe pour Aligo Dangote. Dans le cadre de cette mission, il travaille sur un projet de rachat du Valenciennes Football Club, club évoluant alors en Ligue 2.